# Benda (rodina)

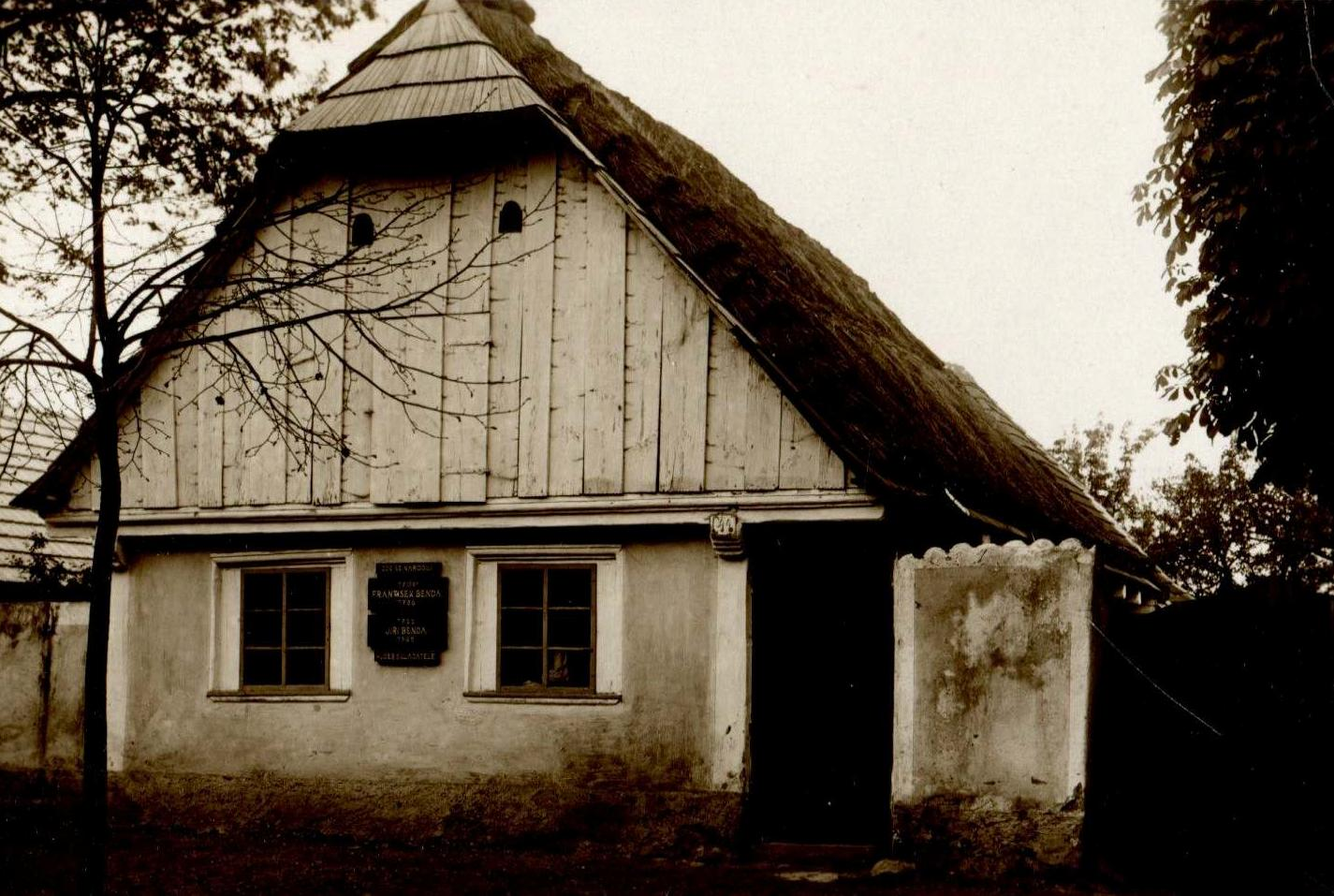
Rodný dům všech dětí Jana Jiřího Bendy a Doroty Bendové roz. Brixi. Dům stál ve Starých Benátkách nad Jizerou a byl zbořen v roce 1936

Rod Bendových je dynastie hudebníků a skladatelů. Základ rodu tvoří rodina českých hudebníků Bendů a Brixiů, která téměř celá v 18. století emigrovala do Pruska. Potomci rodu pak působili v Německu, kde dodnes žijí. Rod Bendů je spolu s Bachovou rodinou příkladem dlouhodobého předávání hudebního nadání dalším generacím.

## Genealogie
- Jan Jiří Benda (otec) (25. 5. 1682 Mstětice – 4. 10. 1757 Nowawes u Postupimi), tkadlec a vesnický muzikant, ženatý (30. 5. 1706) s Dorotou Brixi
  - František Benda (22. 11. 1709 Benátky nad Jizerou – 7. 3. 1786 Postupim), houslový virtuos, skladatel
    - Wilhelmine Louise Dorothea Benda (1741–1798), provdaná za Dr. W. H. S. Bucholze
    - Marie Carolina Benda (27. 12. 1742 Berlín – 8. 2. 1820), pěvkyně a skladatelka, provdaná za Ernsta Wilhelma Wolfa
    - Friedrich Wilhelm Heinrich Benda (15. 7.1745 Postupim - 19. 6. 1814 Berlín), houslista a skladatel
    - Karl Hermann Heinrich Benda (2. 5. 1748 Postupim – 15. 3. 1836 Berlín), koncertní mistr a skladatel
      - August Heinrich Wilhelm Benda (od roku 1825 Wilhelm von Benda) (2. 1. 1779 Berlín -1860), báňský inženýr a právník
        - Robert von Benda (18. 2. 1816 Legnica [Liegnitz] - 16. 8. 1899 Berlín/Rudow), německý liberální politik
          - Kurt Robert von Lambrecht-Benda (19. 6. 1848-Postupim – 22. 2. 1922 Stötterlingenburg)
          - Hans Robert Heinrich von Benda (13. 7. 1856 Berlín/Rudow – 23. 5. 1919 Tannenfeld)
            - Hans von Benda (22. 11. 1888 Štrasburk - 13.8.1972 Berlín), dirigent, hudební publicista

          - Robert Wilhelm Maximilian von Benda ( 10. 6. 1870 Rudow – 21.11.1950 Fürstenhagen/Hessisch Lichtenau)
            - Louise Katharina von Benda 10 9. 1905 Rubkow – 26. 1. 1998 Unterhaching, Bavorsko) druhá žena generála Alfreda Jodla

    - Juliane Benda (14. 5. 1752 Postupim – 9. 5. 1783 Berlín),11.5. pěvkyně a skladatelka, provdaná za Johanna Friedricha Reichardta
      - Luise Reichardt (11. 4. 1779 Berlín – 17. 11. 1826 Hamburg), pěvkyně, skladatelka písní, sbormistryně

  - Jan Jiří Benda (30. 8. 1714 Benátky nad Jizerou - 1752 Berlín), houslista a skladatel
  - Jiří Antonín Benda (30 .6. 1722 Benátky nad Jizerou – 6. 11. 1795 Bad Köstritz, Sasko), skladatel
    - Friedrich Ludwig Benda (křest 4. 9. 1752 Gotha - 20. nebo 27. 3. 1792 Königsberg [dnes Kaliningrad]), skladatel a houslista, ženatý se zpěvačkou Felicitas Agnesia Ritz
    - Heinrich Benda (křest 20.3.1754 Gotha –před rokem 1806 Berlín), houslista
    - Justina Benda (křest 2. 7. 1757 Gotha – asi 1815) pěvkyně a herečka, provdaná za herce a režiséra Karla Friedricha Zimdara
      - Caroline Zimdar (1779 Hamburk-1841), herečka, provdaná za herce Maximiliana Scholze

    - Christian Hermann Benda (křest 7. 8. 1759 Gotha – 30. 11. 1805 Výmar), pěvec a divadelní herec
      - Amalia Carolina Louisa Benda (6. 10. 1795 Výmar - 1846), herečka
        - Adolph Benda (12. 6. 1825 – před rokem 1900), zpěvák (lyrický tenor), ženatý s pěvkyní Susannou Limbach
          - Josephina Maria Louise Benda-Baranyai (* 1854)
            - Ilona B. Benda (1884 - 1926), spisovatelka a novinářka působící v USA

    - Karl Ernst Eberhard Benda (křest 9.2.1764 Gotha - 27.01.1824 Berlín), pěvec a herec Národního divadla v Berlíně
      - Sophia Carolina Benda ( křest 27. 3. 1787 Berlín – 8. 5. 1844 Karlsruhe), pěvkyně a herečka

  - Josef Benda (7.5.1724 Benátky nad Jizerou - 22.2.1804 Berlín), houslista a kapelník
    - (Johann) Ernst Friedrich Benda (1749 Berlín – 1785 Berlín), houslista
      - Johann Wilhelm Otto Benda (1775 – 1832), básník a překladatel z angličtiny

    - Karl Friedrich Franz Benda (1754–1816), hudebník

  - Anna Františka Bendová (26.5.1728 Benátky nad Jizerou – 15.10.1781 Gotha), operní pěvkyně, provdána za Dismase Hataše, českého houslistu
    - Heinrich Christoph Hataš (1756 Gotha -?), houslista a skladatel

V současnosti jsou nositeli rodového jména v Německu žijící potomci ze dvou manželství Roberta von Benda.
Nositelem stejného příjmení byl také
- Felix Benda (25.2.1708 Skalsko – 1768 Praha), skladatel, pedagog

## Jiný rod
Od 19. století je známa hudebnická rodina, působící pod shodným jménem Benda. Je ovšem německo-židovského původu. Jde o potomky jistého Josepha Bendixe, obchodníka z velkopolského (tehdy už pruského) města Zvěřín nad Vartou (Schwerin an der Warthe, dnes Skwierzyna v západním Polsku), jenž se kolem roku 1799 přestěhoval do Berlína, kde později (1812) jeho syn Itzig Bendix (1791–1870) přijal nové francouzsko-české jméno Jean Benda. Od 19. století jsou v této rodině četní výkonní hudebníci a hudební pedagogové, kteří se hlásí k hudební tradici české rodiny nebo dokonce tvrdí, že jsou s ní v příbuzenském vztahu. S českými Bendy je však spojuje pouze láska k barokní a klasické hudbě.
Na evropských hudebních pódiích dnes vystupuje řada příslušníků této rodiny, ať už sólově nebo skupinově (The Benda Musicians nebo Benda Trio či Duo Benda). 
- Johanna Benda (*1838), pianistka, „zázračné dítě“
  - Jean Benda, houslista; sňatek s Dorou Hamannovou, houslistkou a básnířkou
    - Lola Benda, houslistka
      - Ariane Pfister-Benda, švýcarská houslistka

    - Sebastian Benda (1926–2003), švýcarský skladatel, pianista a pedagog; sňatek s Luziou Diasovou, brazilskou pianistkou
      - Christian Benda, dirigent, violoncelista a skladatel
      - Francois Benda, (São Paulo, Brazílie) klarinetista a pedagog
      - Nancy Benda, (São Paulo, Brazílie), houslistka a pedagožka
      - Denise Benda, (1972 São Paulo, Brazílie), pianistka a pedagožka